# ルーファス (ストリートファイター)
ルーファス (Rufus) は、カプコンの対戦型格闘ゲーム『ストリートファイターIV』シリーズなどに登場する架空の人物。
担当声優は羽多野渉（日本語）、クリストファー・コーリー・スミス（英語）。

## 概要
『ストリートファイターIV』（以下『ストIV』）で追加された新キャラクター4人のうちのひとり。丸々と太った外見と、そのイメージを覆すウェイトを感じさせない素早い身のこなしが特徴の白人男性。『ストIV』シリーズに登場するキャラクターの中では断トツの巨漢で、エドモンド本田よりも50kg近く重い。
キャラクターの初期デザインでは、「スキンヘッドに道着姿の凛々しい黒人の青年」とされていたがアメリカのチェックで没にされたため、急遽デザインの変更が行われた経緯を持つ。コンセプトとしては、これまでの格闘ゲームのキャラクターにはいなかった「肥満体型の白人男性だが、見かけによらず素早い動きが可能なキャラクター」を目指して作られたが、先に稼動した3D格闘ゲーム『鉄拳6』に似た特徴を持つキャラクター、ボブが登場したため、スタッフは「考えることは同じなんだな」と思ったという。後にボブとは『ストリートファイター X 鉄拳』（以下『ストクロ』）で競演を果たしている。
また、開発段階ではブレイクダンスとクンフーを組み合わせた「ブレイクンフー」という格闘スタイルを使う予定だったという。

## キャラクター設定
「全米最強」を自称するアメリカ人格闘家。かつて行われた中西部格闘大会、北米格闘大会での優勝経験を持つ実力者であるが、ケン・マスターズがその上を行く「全米格闘王」の異名を持つゆえに一方的にケンをライバル視している。
外見は口ひげを生やして、弁髪を結っている極度の肥満体型の白人男性。黄色地に黒のラインが入ったブルース・リーのトラックスーツ風ライダースーツを着用しているが動くだけで腹が揺れ動き、出っ張った腹のせいでジッパーが上げられない腹部からは腹毛を覗かせている。

### 人物
性格はプライドが高く自信家で、極度の自分好き。また、要領が悪くせっかちな上に非常に饒舌であるため、相手をまくし立てるように話す癖がある。そのため相手の話を聞かずに一方的に喋り続けてしまうこともしばしばあり、あまりの話の長さに他のキャラクターから呆れられる場合も多い。ゲーム中の勝利メッセージもとても長く、画面内に入りきらないためほぼ全てが途中で途切れてしまっているほか、『スーパーストリートファイターIV』（以下『スパIV』）のオープニングムービーでは2分以上もの間ひたすら自分ひとりで喋り続けている。その内容も基本的に長々しい無駄話が多いが、長々しくも比較的冷静な意見を述べていたり、彼なりに対戦相手を気遣っていることもある。
異様なほど早とちりが激しく、金髪か道着姿のどちらかであれば即座にケンだと思い込んでしまい、勘違いで喧嘩を売ってしまうことが多々ある。ただし、ケン本人に対しては眉毛が黒いことを理由に「影武者じゃないのか?」と疑い、ケンを呆れさせている。
一方で自分好きという性格から誤解されやすいが、根は善人かつ常識的であり、殺意の波動に目覚めたリュウへの勝利メッセージではケンと勘違いした上で、明らかに普通でない様子から病気と判断し病院へ行くことを勧めており、元に勝利した際も「年寄りを大切にしないヤツは即地獄行き」という祖母の教えを守り必要以上に痛めつけないよう心掛けてる一面が見られる。また常識的な一面もあり、ベガを指し「世界征服なんてしたら全世界の面倒を見なきゃならないから面白いとは思えない。世界は広いっていうことを考えてるのか?」と苦言を呈したり、攻撃的なジュリを指し「どういう教育を受けて育ったのか。お前の楽しみ方はおかしい」と叱っている。
プロフィールデータでは、ルーファスの格闘スタイルはクンフーではなく「（勘違い）空手」と表記されているが、これはルーファスが空手とクンフーを区別していないことが理由として挙げられている。また、元となったクンフーもルーファスが自己流にアレンジしていっているため、厳密に言えば「クンフーとも空手とも違う、ルーファス独自の格闘スタイル」ということになっている。我流の格闘技（通称・ヒップホップカンフー）を扱うため型破りもある。
また自称する「全米最強」ではあるが、続編の『スパIV』ではさらに「全宇宙最強」「全この世的最強」と自称するに至る。その割には実力は（ケンに比して）疑問符付きであり、『ストIV』ではマイク・バイソンから夜郎自大な様子を「クサレ豚」呼ばわりされ、『スパIV』ではキャミィに敗北する際に勝手に動き回って息切れした挙句に「アマチュアそのもの」とダメ出しされる等、悪い評価をされてしまう事が多い。奇抜かつ奇天烈な技が多いものの、時には口先だけの大口叩きではない実力を発揮し、春麗からも動きの良さはある程度評価されている（ただし体の大きさがそれを台無しにしているとも）。一方、現在の肥満体系は意図的に維持しているらしく、狂オシキ鬼との対決後はカロリーを消費し過ぎて痩せてしまう事を危惧している台詞を発している。
「バイカー（＝バイク乗り）界のレジェンド」を自称しており、サイドカー付きのバイクを所有している。どこに行くのにもバイクを使い、バイクで行けない場所には行かないなど独特のポリシーを持っており、バイクへの情熱やバイカーとしての生き方を対戦相手に説教したりもする。真偽は不明であるが「バイクで中国まで横断した」と言い張っている。アメリカから中国へバイクで移動するのは本来不可能と言えるが、ルーファスはアメリカから北極へ行って氷を渡って中国に辿り着いたと話す。

### キャンディ
ルーファスの恋人。元々は後姿のみの登場だったが、後に美女であることが明らかになった。
トレードマークはウェーブのかかったオレンジ色の髪の毛と赤い帽子。活発な性格をした女性で、ルーファス同様、非常にマイペースかつ能天気な人物。性格的には似た者同士のため相思相愛の仲であり、キャンディから結婚を持ちかけるほど心底惚れこんでいる様子。また、ルーファスに格闘大会に出場し、ケンを完膚なきまでに叩きのめして全米一を証明するよう提案したのもキャンディである。
二人の馴れ初めは『ストIV』本編から2年前の秋、大勢の男たちに追われているキャンディを偶然その場に居合わせたルーファスが助けたことがきっかけ。なお、キャンディが追われていた原因は食い逃げである。
『スパIV』のエンディングでは「全米最強の自慢の彼氏」としてルーファスのことを自慢した後、北極に行って白熊を見るためにルーファスとともに旅立っていく様子が描かれている。

### 他のキャラクターとの関係
ケン・マスターズ
全米格闘王。ルーファスが一方的にライバル視している。
ただしルーファスのミスやバイクのエンストなど、まったく関係ないことでもケンに結び付けて考えるなど逆恨み的な要因も多いようである。
ダルシム
インドの僧侶。宙に浮いているダルシムを見て不思議がり、宇宙人呼ばわりして怒らせてしまう。さらに、ダルシムの話を聞かずに彼のことを「地球侵略に来た宇宙人」と勘違いし、地球防衛のために勝負を挑んでいる。
ディージェイ
ミュージシャン兼キックボクサー。『スパIV』で対戦。
二人とも相手の話を聞かない性格のため、ルーファスはディージェイが弟子入り志願のファンだと勝手に勘違いし、テストと称してディージェイとの勝負に応じる。
ザンギエフ
「赤きサイクロン」の異名を持つロシアのプロレスラー。
『ストクロ』におけるルーファスのタッグパートナー（超重量級タッグ）。南極に飛来した「箱」を取りに行くため、ザンギエフはルーファスに協力を依頼する。
リュウ、ダン、まこと
道着を着ていたため、ケンと勘違いされる（豪鬼は例外）。
ガイル、アベル、キャミィ、コーディー、ディカープリ
金髪だったため、ケンと勘違いされる。
バルログ、ポイズン
金髪でも道着でもないが、ケンと勘違いされる。
『鉄拳シリーズ』のキャラクター
『ストクロ』で競演した鉄拳キャラクターの内、金髪のキャラクター全員（女性、ロボット含む）とキングをケンと間違えているが、同作でルーファスに対する勝利メッセージでケンについて触れる鉄拳キャラクターはボブとポール・フェニックスのみ。
また、時には格闘家ですらない一般人もケンと間違えて襲っている。

## 性能
巨漢キャラクターらしからぬ素早い動作が可能で、手数が多く接近戦が強い。反面リーチが全体的に短く、リーチの長い技も大振りなものが多いため接近戦以外は苦手。
また、体力値は高いが、気絶耐久値が低めに設定されており、重量級キャラクターの割に比較的気絶しやすい傾向がある。

## 技の解説

### 通常技
技名称のみ掲載。なお、技名は『スパIV』時のもの。
| 操作     | 立ち（近距離）           | 立ち（遠距離）         | しゃがみ                   | 垂直ジャンプ         | 斜めジャンプ             |
| -------- | ------------------------ | ---------------------- | -------------------------- | -------------------- | ------------------------ |
| 弱パンチ | クールエルボー           | ファストバックナックル | ウェイトストレート         | ジーニアスエルボー   | マーベラスチョップ       |
| 中パンチ | ミートアッパー           | ウィナーストレート     | グッバイハンドアタック     | グローリーナックル   | アメイジングエルボー     |
| 強パンチ | ヴィクトリーアッパー     | アトミックストレート   | ヒーローロングナックル     | パーフェクトボディー | ストロングチョップ       |
| 弱キック | クールトーキック         | ビックブーツキック     | スタイリッシュキック       | シャイニングニー     | ホットジャンピングキック |
| 中キック | ダブルスペクタクルキック | ハッピーキック         | メジャーキック             | ビューティフルキック | ハンサムキック           |
| 強キック | ゴージャスキック         | ブラボーキック         | ストロングスクリームキック | エレガントキック     | ヒーローダブルキック     |

### 投げ技
ヘッドバズーカ
相手の腕を掴んで引き寄せた後、強烈な頭突きで前方に吹き飛ばす。
『ウルトラストリートファイターIV』（以下『ウルIV』）オメガエディションでは地面に叩きつけるように頭突きを繰り出す。
ハンドマシンガン
相手に飛びつき、両手で連続突きを見舞った後、馬跳びの要領で後方へ投げ飛ばす。

### 特殊技
ヴァーチュアキック
小さく跳躍しつつ、しゃがみガード不能のかかと落としを放つ。
グローリーキック
前転しながら立ちガード不能の蹴りを出す。移動手段にもなり得る。
フレグランスパーム
体を大きく開いて掌底を叩き込む。相手に当てると錐揉み状態にして吹き飛ばす。
ファルコーンキック
空中から素早く急降下しながら相手を踏みつける蹴り技。ジャンプの高度に関係なく発動することができ、着地後の隙も少ないため連発が可能。
攻めの起点となる技であるが、通常のジャンプ攻撃と違って、しゃがみガード可能という特徴がある。

### ターゲットコンボ
コマンドは右向き時のもの。
（近距離）弱キック・強キック
クールトーキック→ゴージャスキックの連撃。相手を浮かせることができる。
→強パンチ・←→強パンチ・↓→強パンチ
フレグランスパーム→プレミアムタックル→スペクタクルロマンスの両掌打ちの連撃。
コマンド入力が困難だがある程度遠距離からでも決められる強力なターゲットコンボ。

### 必殺技
救世主キック（きゅうせいしゅキック）
前方に飛び込み、空中で身を翻してから飛び蹴りを放つ技で、技後に追加攻撃が可能。（弱）で初段の飛び蹴りから連続ヒットし、動作中に各種キャンセルが可能、かつアーマーブレイク属性を持つサマーソルトキック、（中）で発生が遅い立ちガード不能の足払い、（強）でしゃがみガード不能の浴びせ蹴りを繰り出す。
（弱）（中）（強）で飛び上がる際の角度が変化する。EX版は出始めに無敵時間が付き、上昇中にも攻撃判定が付くようになる。
『ウルIV』オメガエディションでは初段の飛び込み蹴りで必ず相手を吹っ飛ばす性能になっている。
EX版は飛び込み蹴りがヒットすると自動で1ヒットの「ダブルスペクタクルキック」（近距離立ち中キック）に繋ぎ、それがヒットするとサマーソルトキックを繰り出す。
銀河トルネード（ぎんがトルネード）
自らが独楽のように回転し、その勢いを生かして掌底突きを繰り出す。回転中の体の部分にも攻撃判定が存在しており、飛び道具を打ち消す効果もある。
（中）（強）は回転中に前後への移動が可能。また密着状態で出せば多段ヒットする。
EX版は回転時に地上の相手を引き寄せる効果が発生する。引き寄せ中もセービングキャンセルが可能なため、コンボ中に相手を引き寄せて、再びコンボを決めると言う戦法にも使うことができる。
蛇突ネイチャー（じゃとつネイチャー）
空中に飛び上がり、前方に向かって手足による乱れ突きを放つ対空技。
真上や地上への判定は薄いが、前方上空への判定は強い。連続ヒットするタイプの技のため、フルヒットした場合は大ダメージを与えることが可能。
EX版はダメージが大幅に上がる。
『ウルIV』オメガエディションでは前進しながら手の乱れ突きを繰り出す技に変更され、空中では「空中蛇突ネイチャー」として独立した。EX版は乱れ突きの後に「フレグランスパーム」で相手を地面に打ち付ける。
覇王ムーヴ（はおうムーヴ）
『ウルIV』オメガエディションにて使用可能。姿勢を低く、前方に滑るように移動する。EX版は飛び道具に対して無敵になり、弱中強のパンチボタンで以下の技に派生する。
マッハ裏拳（マッハうらけん）
非常に速い裏拳を放つ。しゃがんでいる相手にはヒットしない。EX版はヒットすると相手を浮かせる性質があり、画面端ではヒット後に別の技で追撃ができる。
無双パーム（むそうパーム）
リーチの長い掌底打ちをする。アーマーブレイク属性が付く。
プレミアムタックル
発生が遅いが、威力が高くアーマーブレイク属性を持つタックルをする。

### スーパーコンボ
スペクタクルロマンス
両手で一回ずつ交互に裏拳を打ち込んだ後、相手がひるんでいる間にジャンプで後ろに回りこみ、両掌から衝撃波を放出して突き飛ばす。
相手の後ろに回りこむ動作があり、必ず自分と相手の位置が入れ替わる。その場で動作を行うためリーチは短いものの、発生速度が早く連続技に組み込むことが可能。

### ウルトラコンボ
UC1 - スペースオペラシンフォニー
目にも留まらぬ速さの連続攻撃で相手を徐々に浮かせていき、上空に蹴り飛ばす。そこから落下してきた相手に強力な衝撃波を撃ち込んで追い討ちを決める大技。
「スペクタクルロマンス」同様、発生速度に優れるが、その場からまったく動かないため極端にリーチが短く、その上攻撃時間も長いため攻撃が当たらないと大きな隙を晒してしまう。ただし、相手をロックする力が強く、一発でもヒットすればフィニッシュまで命中させやすい特徴がある。
UC2 - ビッグバンタイフーン
『スパIV』で追加された新技。「銀河トルネード」の強化版。その場で高速回転しながら張り手を放ち、四方八方に乱れ突きを繰り出す。
「銀河トルネード」同様、地上の相手を引き寄せる効果がある。なお、技後にポーズを決める動作が入るため、相手に回避された場合の隙が極端に大きい。

## 登場作品
- ストリートファイターIVシリーズ
- ストリートファイター X 鉄拳